# (1634) Ndola
(1634) Ndola es un asteroide perteneciente al cinturón de asteroides descubierto el 19 de agosto de 1935 por Cyril V. Jackson desde el observatorio Union de Johannesburgo, República Sudaficana.

## Designación y nombre
Ndola se designó inicialmente como 1935 QP.
Posteriormente fue nombrado por la ciudad zambiana de Ndola.

## Características orbitales
Ndola orbita a una distancia media de 2,247 ua del Sol, pudiendo acercarse hasta 1,884 ua y alejarse hasta 2,61 ua. Tiene una inclinación orbital de 7,598° y una excentricidad de 0,1615. Emplea en completar una órbita alrededor del Sol 1230 días.